# Louise Le Cavelier
Pour les articles homonymes, voir Cavelier.
Louise Le Cavelier est une artiste lyrique canadienne, soprano colorature, née le 1er octobre 1940.

## Biographie
Louise Le Cavelier a fait ses études au Conservatoire de musique du Québec. Elle a perfectionné le chant sous l’égide du ténor canadien Raoul Jobin, ainsi qu'avec Rose Bampton du Metropolitan Opera de New York.   
Ses récitals sont diffusés sur les ondes de radio et de la télévision au Québec et au Canada. Louise Le Cavelier a participé entre autres aux émissions d’opéras et d’opérettes conçues par Peter Symcox, aux Beaux dimanches de la Société Radio-Canada : extraits de La Chauve-Souris de Johann Strauss avec Roberta Peters du Metropolitan Opera (Lincoln Center). Elle a tenu de nombreux rôles au Théâtre Lyrique de Québec et a fait partie de la tournée des Grands Ballets Canadiens dans la Trilogie de Carl Orff, comme soliste.  
Les tournées de concerts l’ont menée dans tous les coins du pays, jusqu’au Labrador. Elle a donné de nombreux récitals au Centre national des Arts d'Ottawa, au O’Keefe Centre de Toronto et à la Place des Arts avec l'Orchestre symphonique de Montréal, sous la direction de Charles Dutoit.

## Enregistrements
Elle a fait un enregistrement intitulé Rêves de valses avec l'Orchestre du Grand Duché du Luxembourg, sous la direction de Pierre Cao, vinyle dont la première édition fut publiée chez London Canada, puis rééditée en disque compact chez ATMA Classique en 1990, enregistrement qui a reçu des avis de critiques musicaux dans le Magazine américain Fanfare, de Claude Gingras, dans La Presse et de Sir George Martin, musicien britannique (Producteur des Beatles).
En 1979, elle enregistre avec Le Chœur de Laval les Sept paroles du Christ de Théodore Dubois avec l'organiste Yves Godbout, le ténor Paul Trépanier et la basse Roland Gosselin (SNE 504).